# Collegio uninominale Puglia - 05 (Camera dei deputati 2020)
Il collegio elettorale uninominale Puglia - 05 è un collegio elettorale uninominale della Repubblica Italiana per l'elezione della Camera dei deputati.

## Territorio
Come previsto dalla legge n. 51 del 27 maggio 2019, il collegio è stato definito tramite decreto legislativo all'interno della circoscrizione Puglia.
È formato dal territorio di 9 comuni della città metropolitana di Bari: Bari, Bitritto, Capurso, Cellamare, Modugno, Mola di Bari, Noicattaro, Triggiano e Valenzano.
Il collegio è parte del collegio plurinominale Puglia - 02.

## Eletti
| Elezione | Elezione | Deputato       | Partito |
| -------- | -------- | -------------- | ------- |
|          | 2022     | Davide Bellomo | Lega    |

1. ↑  In data 21.03.2025 aderisce al gruppo Forza Italia - Berlusconi Presidente - PPE.

## Dati elettorali

### XIX legislatura
Come previsto dalla legge elettorale, 147 deputati sono eletti con sistema a maggioranza relativa in altrettanti collegi uninominali a turno unico.
| Candidati                                 | Candidati                 | Voti    | %     | Liste                          | Voti    | %     |
| ----------------------------------------- | ------------------------- | ------- | ----- | ------------------------------ | ------- | ----- |
|                                           | Davide Bellomo ✔️ Eletto  | 80 996  | 36,57 | Fratelli d'Italia              | 50 869  | 22,97 |
| Forza Italia                              | Davide Bellomo ✔️ Eletto  | 80 996  | 36,57 | 19 842                         | 8,96    |       |
| Lega per Salvini Premier                  | Davide Bellomo ✔️ Eletto  | 80 996  | 36,57 | 9 402                          | 4,25    |       |
| Noi moderati/Lupi - Toti - Brugnaro - UDC | Davide Bellomo ✔️ Eletto  | 80 996  | 36,57 | 883                            | 0,40    |       |
|                                           | Alberto Claudio De Giglio | 63 618  | 28,72 | Movimento 5 Stelle             | 63 618  | 28,72 |
|                                           | Luisa Torsi               | 56 848  | 25,67 | Partito Democratico-IDP        | 41 164  | 18,59 |
| Alleanza Verdi e Sinistra                 | Luisa Torsi               | 56 848  | 25,67 | 8 646                          | 3,90    |       |
| +Europa                                   | Luisa Torsi               | 56 848  | 25,67 | 5 431                          | 2,45    |       |
| Impegno Civico - Centro Democratico       | Luisa Torsi               | 56 848  | 25,67 | 1 607                          | 0,73    |       |
|                                           | Stefano Franco            | 12 478  | 5,63  | Azione - Italia Viva - Calenda | 12 478  | 5,63  |
|                                           | Vincenzo Madetti          | 2 676   | 1,21  | Italexit                       | 2 676   | 1,21  |
|                                           | Laura Marchetti           | 2 521   | 1,14  | Unione Popolare                | 2 521   | 1,14  |
|                                           | Emma Prencipe             | 2 339   | 1,06  | Italia Sovrana e Popolare      | 2 339   | 1,06  |
| Totale                                    | Totale                    | 221 476 | 100   |                                | 221 476 | 100   |
|                                           |                           |         |       |                                |         |       |
| Schede bianche                            | Schede bianche            | 1 913   | 0,84  |                                |         |       |
| Schede nulle                              | Schede nulle              | 5 547   | 2,42  |                                |         |       |
| Votanti                                   | Votanti                   | 228 936 | 57,92 |                                |         |       |
| Elettori                                  | Elettori                  | 395 251 |       |                                |         |       |